# Копылово (Томский район)
Копылово — посёлок в Томском районе Томской области России, административный центр Копыловского сельского поселения.

## География
Посёлок расположен на реке Большая Киргизка, в 22 км от Томска.
Улицы: 1 Мая, Гагарина, Зои Космодемьянской, Комсомольская, Ленина, Лесная, Морозова, Новая, Песчаная, Рабочая, Советская, Строителей. Переулки: Октябрьский, Рабочий, Таёжный. Почтовый индекс — 634537.

## Население
| 2002  | 2008  | 2009  | 2010  | 2011  | 2012  | 2013  |
| ----- | ----- | ----- | ----- | ----- | ----- | ----- |
| 2396  | ↘2235 | ↗2247 | ↗2405 | ↗2412 | ↗2439 | ↗2475 |
| 2014  | 2015  | 2021  |       |       |       |       |
| ↗2506 | ↘2486 | ↗2503 |       |       |       |       |

## Известные личности
- Маслин, Фёдор Егорович (1923—2012) — герой Великой Отечественной войны, полный кавалер ордена Славы.

## Экономика
Завод по производству силикатного кирпича ОАО «Силикатстройматериалы».
В Копылово планируют построить новый завод по производству кирпича и кирпичных блоков.

## Транспорт
В Копылово ходят[уточнить] пригородные автобусы № 60 и 131. 